# Thiéry
Thiéry (in italiano desueto Tieri, in occitano Tièri) è un comune francese di 103 abitanti situato nel dipartimento delle Alpi Marittime della regione della Provenza-Alpi-Costa Azzurra.
I suoi abitanti sono chiamati Thiérois in francese e Tieresi in italiano.

## Geografia fisica
Culminante a 1050 metri d'altitudine, Thiéry è un villaggio alpino posto al centro d'un circo o anfiteatro montagnoso boscoso.
Il comune ha una superficie di 22,24 km² di cui 11,58 km² di foreste. La città, poiché un tempo c'era un castello, è un sito pittoresco appollaiato come una sentinella su uno sperone roccioso.
Il paese di Thiéry domina la valle del Varo, le gole del Cians, la valle dell'Arzilagne ed il vallone di Thiéry.
Il ruscello dell'Arzilagne, scorrendo più in basso di Thiéry, termina in una cascata vertiginosa di 110 metri di caduta d'acqua, che le vale d'altronde il quarto posto delle più alte cascate d'Europa.
Si può scorgere quasi furtivamente la parte alta della cascata a partire dalla strada delle Gole del Cians, che conduce alla stazione sciistica di Beuil.

## Storia
Thièry è stato parte integrante della storica Contea di Nizza fino al 1860, ed ha seguito pertanto con essa, fin dal 1388, anno di dedizione di Nizza alla Savoia, le vicende storiche prima della Contea di Savoia e del Ducato di Savoia, e poi dopo il Congresso di Vienna, dal 1815 al 1860, le sorti del regno di Piemonte e Sardegna, facendone parte per quasi mezzo secolo, per essere poi annesso nel 1860 alla Francia, dopo referendum nell'aprile del 1860, secondo le clausole del Trattato di Torino fra Vittorio Emanuele II, re di Sardegna e Piemonte e Napoleone III, imperatore dei Francesi, con cui era ceduto dal primo ministro Camillo Benso, conte di Cavour, il Contado di Nizza alla Francia, per il suo aiuto nella seconda guerra d'indipendenza e l'unità d'Italia.
Il villaggio di Thiéry, secondo la sua celebre leggenda, sarebbe stato preda delle fiamme a più riprese e le pietre annerite dei muri ne sono una testimonianza sorprendente. Il termine tubans viene da tubassine che significa "fumo spesso" in dialetto locale.
Infatti, un tempo, i contadini rischiaravano la loro casa con l'aiuto di torce di legno resinoso chiamate lumés, le quali occasionavano forti e densi fumi grassi, che affumicavano l'interno delle case e, nel contempo, gli abitanti. Ciò spiega allora l'appellativo di Village des Tubans che significa in realtà «Villaggio degli Affumicati».
Per numerosi anni, il villaggio di Thiéry è stato il granaio del cantone. In effetti, era qui che si trovava il miglior grano ed i campi di grano si ritrovavano essenzialmente nei dintorni del paese, dal fondo del vallone di Thiéry, passando per la Gola fino al "Colle d'Astier" ed ugualmente a "Villa Subiera".
Un detto celebre illustrava bene tale stato di fatto: era così difficile trovare infatti Thiéry senza grano, come Villars senza vino!

## Monumenti e luoghi d'interesse
- La piazza dei "Tubani" (place des Tubans).
- La chiesa di San Martino (église Saint-Martin).
- La cappella di San Rocco (chapelle Saint-Roch).
- La tavola d'orientamento con veduta panoramica sulle gole del Cianino.
- Vestigia del castello di Thiéry[1]

## Società

### Evoluzione demografica
Abitanti censiti